# David Slade
David Slade (26 september 1969) is een Brits filmregisseur. Zijn film Hard Candy (2005) werd op het Filmfestival van Catalonië benoemd tot beste film en kreeg ook de publieksprijs. Daarnaast werd de productie op de Phoenix Film Critics Society Awards verkozen tot  'Overlooked Film of the Year' .

## Leven
Slade behaalde een diploma moderne kunst aan de Universiteit van Sheffield. Voor hij zijn eerste speelfilm maakte, maakte hij met name filmpjes voor reclamespotjes en videoclips. Zijn tweede speelfilm, 30 Days of Night, werd genomineerd voor negen (met name horror-)prijzen, maar verzilverde er daar geen van.

## Filmografie
- Black Mirror (2025) - afl. "Plaything"
- Black Mirror: Bandersnatch (2018)
- Black Mirror (2017) - afl. "Metalhead"
- The Twilight Saga: Eclipse (2010)
- 30 Days of Night (2007)
- Hard Candy (2005)

## Videoclips
De Brit regisseerde onder meer muziekvideo's voor:
- LFO (Tied up)
- Aphex Twin (Donkey Rhubarb)
- Apollo Four Forty (Stop the Rock)
- David Gray (This Year's Love )
- Maxim (Carmen Queasy)
- Muse (Feeling good, Hyper Music, Bliss, New Born)
- The Killers (Goodnight, Travel Well)
- POD (School of Hard Knocks)
- Starsailor (Poor Misguided Fool)
- Stereophonics (Mr. Writer)
- Stone Temple Pilots (Sour Girl)
- System of a Down (Aerials)
- Tori Amos (Strange Little Girl).

- Bibsys: 8040237
- Biblioteca Nacional de España: XX1788937
- Bibliothèque nationale de France: cb14137807t (data)
- Gemeinsame Normdatei: 139984380
- International Standard Name Identifier: 0000 0001 2029 8818
- Library of Congress Control Number: no2005016425
- MusicBrainz: f61e4362-5d5e-44c6-aa2c-146c096ce3cf
- Nationale Bibliotheek van Tsjechië: mzk2011634261
- Nationale Bibliotheek van Israël: 987007369933605171
- Nederlandse Thesaurus van Auteursnamen: 126999740
- Système universitaire de documentation: 136908527
- Virtual International Authority File: 85939020
- WorldCat: E39PCjBcjrHVy6g3PR6pHMBWym